# Clethra castaneifolia
Clethra castaneifolia är en tvåhjärtbladig växtart som beskrevs av Carl Daniel Friedrich Meisner. Clethra castaneifolia ingår i släktet Clethra och familjen Clethraceae. Inga underarter finns listade i Catalogue of Life.